# Sergio Reguilón
Sergio Reguilón (Madrid, 1996. december 16. –) spanyol labdarúgó, a Tottenham Hotspur hátvédje.

## Pályafutása
Madridban született, és 2005-ben igazolt a Real Madrid Castillához. 2015. augusztus 5-én, kölcsönadták a másodosztályú Logroñéshez.
Debütálására 2015. augusztus 23-án került sor, ahol az utolsó hét percben kapott lehetőséget egy 3-0-s hazai győzelem alkalmával a Compostela ellen. 
2016. augusztus 23-án Reguilón egy évvel meghosszabbította szerződését Logroñésben. Ebben a szezonban már alapember volt, a kiírás során nyolc gólt szerzett. 
Miután visszatért a Castillához, Santiago Solarinál is alapember lett és 2017. május 11-én meghosszabbította szerződését. Reguilón 2018. október 2-án debütált a Bajnokok Ligájában, a CSZKA Moszkva ellen. A bajnokságban 2018. november 3-án mutatkozott be, a Real Valladolid ellen 2-0-ra megnyert mérkőzésen.
2019. július 5-én a Sevilla vette kölcsön a 2019-2020-as szezonra. Alapembere volt az andalúz csapatnak, amellyel az idény végén Európa-ligát nyert.
2020. szeptember 19-én az angol Premier League-ben szereplő Tottenham Hotspur szerződtette. A londoni csapat 30 millió eurót fizetett érte.
2023. szeptember 1-én a Manchester United bejelentette a játékos szerződtetését kölcsönben. Tizenöt nappal később mutatkozott be a Brighton & Hove Albion ellen. A következő januárban, szintén kölcsönben, a Brentford csapatához szerződött.

## Sikerei, díjai

### Klubcsapatokban
Real Madrid
- FIFA-klubvilágbajnokság: 2018[9]

Sevilla
- Európa-liga-győztes: 2019–20[10]

Tottenham Hotspur
- Európa-liga-győztes: 2024–25

## Statisztika

### Klubcsapatokban
2024. április 6-án frissítve.
| Klub                           | Szezon         | Bajnokság          | Bajnokság | Bajnokság | Kupa | Kupa  | Ligakupa | Ligakupa | Nemzetközi | Nemzetközi | Egyéb | Egyéb | Összesen | Összesen |
| Klub                           | Szezon         | Osztály            | M.        | Gólok     | M.   | Gólok | M.       | Gólok    | M.         | Gólok      | M.    | Gólok | M.       | Gólok    |
| ------------------------------ | -------------- | ------------------ | --------- | --------- | ---- | ----- | -------- | -------- | ---------- | ---------- | ----- | ----- | -------- | -------- |
| Real Madrid Castilla           | 2015–16        | Segunda División B | 18        | 0         | —    | —     | —        | —        | —          | —          | —     | —     | 18       | 0        |
| Real Madrid Castilla           | 2017–18        | Segunda División B | 30        | 2         | —    | —     | —        | —        | —          | —          | —     | —     | 30       | 2        |
| Real Madrid Castilla           | Összesen       | Összesen           | 48        | 2         | —    | —     | —        | —        | —          | —          | —     | —     | 48       | 2        |
| Logroñés (kölcsönben)          | 2015–16        | Segunda División B | 9         | 0         | 3    | 0     | —        | —        | —          | —          | —     | —     | 12       | 0        |
| Logroñés (kölcsönben)          | 2016–17        | Segunda División B | 30        | 8         | 1    | 0     | —        | —        | —          | —          | —     | —     | 31       | 8        |
| Logroñés (kölcsönben)          | Összesen       | Összesen           | 39        | 8         | 4    | 0     | —        | —        | —          | —          | —     | —     | 43       | 8        |
| Real Madrid                    | 2018–19        | La Liga            | 14        | 0         | 4    | 0     | —        | —        | 4          | 0          | 0     | 0     | 22       | 0        |
| Sevilla (kölcsönben)           | 2019–20        | La Liga            | 31        | 2         | 2    | 0     | —        | —        | 5          | 1          | —     | —     | 38       | 3        |
| Tottenham Hotspur              | 2020–21        | Premier League     | 27        | 0         | 1    | 0     | 3        | 0        | 5          | 0          | —     | —     | 36       | 0        |
| Tottenham Hotspur              | 2021–22        | Premier League     | 25        | 2         | 2    | 0     | 2        | 0        | 2          | 0          | —     | —     | 31       | 2        |
| Tottenham Hotspur              | 2022–23        | Premier League     | 0         | 0         | 0    | 0     | 0        | 0        | 0          | 0          | —     | —     | 0        | 0        |
| Tottenham Hotspur              | 2023–24        | Premier League     | 0         | 0         | 0    | 0     | 0        | 0        | —          | —          | —     | —     | 0        | 0        |
| Tottenham Hotspur              | Összesen       | Összesen           | 52        | 2         | 3    | 0     | 5        | 0        | 7          | 0          | —     | —     | 67       | 2        |
| Atlético Madrid (kölcsönben)   | 2022–23        | La Liga            | 11        | 0         | 1    | 0     | —        | —        | 0          | 0          | —     | —     | 12       | 0        |
| Manchester United (kölcsönben) | 2023–24        | Premier League     | 9         | 0         | 0    | 0     | 1        | 0        | 2          | 0          | —     | —     | 12       | 0        |
| Brentford (kölcsönben)         | 2023–24        | Premier League     | 10        | 0         | —    | —     | —        | —        | —          | —          | —     | —     | 10       | 0        |
| Teljes karrier                 | Teljes karrier | Teljes karrier     | 214       | 14        | 14   | 0     | 6        | 0        | 18         | 1          | 0     | 0     | 252      | 15       |

### A válogatottban
2021. szeptember 8-án frissítve.
| Válogatott    | Év       | Pályára lépések | Gólok |
| ------------- | -------- | --------------- | ----- |
| Spanyolország | 2020     | 5               | 0     |
| Spanyolország | 2021     | 1               | 0     |
| Összesen      | Összesen | 6               | 0     |